# Infección intestinal por parásitos
Una infección intestinal por parásitos es una condición en la cual un parásito infecta el tracto gastrointestinal de los seres humanos y otros animales. Los parásitos pueden vivir en cualquier lugar del cuerpo, pero la mayoría vive en la pared estomacal eso quiere decir el costado del estómago. 
Las rutas de exposición y la infección incluyen la ingestión de carne mal cocida, beber agua infectada, transmisión fecal-oral y la absorción en la piel.
Algunos tipos de helmintos y protozoos se clasifican como los parásitos intestinales que causan la infección, aquellos que residen en los intestinos. Estas infecciones pueden dañar o enfermar al portador (los seres humanos u otros animales). Si la infección intestinal por parásitos es causada por helmintos, la infección se llama helmintiasis.

## Los signos y síntomas
Los signos y los síntomas dependen del tipo de infección. Los parásitos intestinales producen una variedad de síntomas en las personas afectadas, la mayoría de los cuales se manifiestan en forma de complicaciones gastrointestinales y debilidad general. Las complicaciones gastrointestinales incluyen diarrea, náuseas, disentería, y dolor abdominal. Estos síntomas afectan negativamente al estado nutricional, incluyendo la disminución de la absorción de micronutrientes, pérdida de apetito, pérdida de peso y la pérdida de sangre intestinal que a menudo puede resultar en anemia. También puede causar discapacidades físicas y mentales, retraso en el crecimiento en los niños, y la irritación de la piel alrededor del ano y la vulva.

## Causa
La prevalencia de parásitos intestinales es la más alta entre los niños que viven en las comunidades más pobres de los países en desarrollo. Las causas más comunes de los parásitos intestinales son por el consumo de agua contaminada, el suelo infectado, el saneamiento e higiene inadecuados y la higiene insuficiente. En concreto, la falta de acceso a instalaciones para la disposición segura de los desechos humanos pueden dar como resultado parásitos intestinales y enfermedades. Malos hábitos de higiene o falta de disponibilidad de recursos higiénicos, tales como servicios para el lavado de manos, también impactan negativamente en las tasas de la enfermedad. La contaminación por parasitarias también puede ocurrir por comer verduras y frutas crudas, comportamiento con tendencia a comer tierra, y la falta de disponibilidad de agua potable.
Los parásitos pueden entrar en el intestino a través de la boca mediante alimentos crudos o sin lavar, el agua o las manos contaminados, o por contacto de la piel con el suelo infectado con la larva; también pueden ser transferidos por el acto sexual del anilingus, en algunos casos.
Una vez ingeridos, los organismos se desplazan hacia el intestino, donde pueden reproducirse y causar síntomas. Los niños son particularmente susceptibles si no se limpian a fondo después de haber entrado en contacto con el suelo infectado presente en lugares que pueden visitar a menudo, como las cajas de arena y los patios de las escuelas. La población de los países en vías de desarrollo también están en riesgo en forma particular porque bebe agua de fuentes que pueden estar contaminadas con parásitos que colonizan el tracto gastrointestinal.[cita requerida]

## Diagnóstico

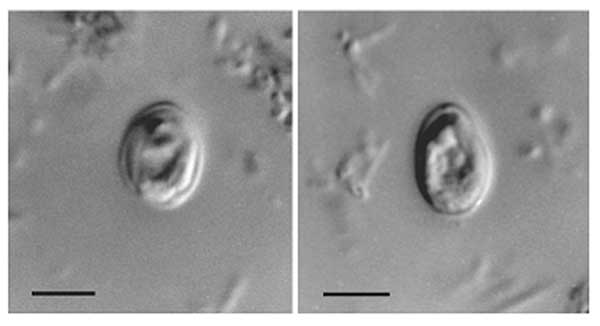
Cryptosporidium muris

Debido a la amplia variedad de parásitos intestinales, una descripción de los síntomas rara vez es suficiente para el diagnóstico. En su lugar, el personal médico utiliza una de las dos pruebas comunes: la búsqueda de parásitos en muestras de heces, o aplicar un adhesivo en el ano en búsqueda de huevos.

### Tipos
Los principales grupos de parásitos incluyen protozoos (organismos que tienen una sola célula) y gusanos parásitos (helmintos). De estos, los protozoos, incluyendo cryptosporidium, microsporidios, y isospora, son más comunes en las personas infectadas por VIH. Cada uno de estos parásitos pueden infectar el tracto digestivo, y a veces dos o más puede causar infección al mismo tiempo.

## Prevención e intervención
Para evitar la reinfección es necesaria una buena higiene. La campaña de anquilostomías de la Fundación Rockefeller en México, en la década de 1920, fue extremadamente eficaz para la eliminación de parásitos en los seres humanos utilizando los antihelmínticos. Pero las medidas preventivas no fueron debidamente presentadas a las personas tratadas, por lo que la tasa de reinfección fue extremadamente alta y el proyecto evaluado por cualquier método científico fue un evidente fracaso. Se necesitaba más educación para informar a la gente de la importancia de llevar zapatos, el uso de letrinas (mejor acceso a servicios de saneamiento), y una buena higiene.
Los métodos de prevención del parásito intestinal no están aislados en áreas geográficas específicas, pero muchas de las intervenciones basadas en la investigación han tenido lugar principalmente en países y regiones subdesarrolladas, donde el saneamiento es una gran preocupación para la difusión de la enfermedad.[cita requerida]Actualmente las mejores hábitos para prevenir los parásitos intestinales incluyen: la práctica del lavado de manos adecuado, el uso correcto de letrinas construidas con suficiente ventilación, tener una red de distribución de agua desde la fuente, y el uso de zapatos. En la actualidad, en algunas partes de Etiopía, donde la prevalencia de la enfermedad es alta, hasta un 80% de las personas en una población carecen de acceso a instalaciones para lavado. El 93%  tiene acceso a una letrina, pero solo el 29.2% de dichas letrinas fueron construidas apropiadamente para disminuir las infecciones parasitarias. Las intervenciones conductuales se han centrado en la promoción del lavado, a veces con jabón, en el contexto de la educación en las escuelas y las guarderías. En estudios recientes, las mejores intervenciones siguen un enfoque multidisciplinario al:
- Aumentar el saneamiento ambiental para promover el lavado de manos y el hábito de usar zapatos
- Educar a los niños en edades cortas en la escuela y en el hogar

Intervenciones específicas basadas en evidencia que pueden disminuir la prevalencia de la enfermedad incluyen:
- Las intervenciones en las escuelas, centrándose en la construcción de letrinas de hoyo seco (ventiladas y mejoradas), el abastecimiento de agua potable y educar a los estudiantes acerca de la higiene[8]

- La estrategia SAFE (cirugía, antibióticos, limpieza facial, saneamiento ambiental),para abordar el tracoma, principalmente la limpieza facial y los componentes del saneamiento ambiental[9]
- El lavado de manos con jabón en momentos críticos y el recorte de las uñas para disminuir las tasas de reinfección, aunque se necesita más investigación para desarrollar e implementar intervenciones similares a escala[cita requerida]
- Programas que combinan la administración de medicamentos antihelmínticos con intervenciones para aumentar el saneamiento ambiental (tales como la disminución de la contaminación fecal)[10]

## Tratamiento

Praziquantel

Los medicamentos se utilizan con frecuencia para matar los parásitos en el huésped. En épocas anteriores la trementina era utilizada a menudo para esto, pero los medicamentos modernos no envenenan directamente los gusanos intestinales. Más bien, los fármacos antihelmínticos ahora inhiben una enzima que es necesaria para que el gusano produzca la sustancia que impide que el gusano se digiera.[cita requerida]
Por ejemplo, generalmente las tenias son tratadas con un medicamento que se toma por vía oral. El medicamento más comúnmente usado para las tenias es el praziquantel.

## Leer más
- Feary, J.; Britton, J.; Leonardi-Bee, J. (April 2011). «Atopy and current intestinal parasite infection: a systematic review and meta-analysis». Allergy 66 (4): 569-578. ISSN 1398-9995. PMID 21087217. doi:10.1111/j.1398-9995.2010.02512.x.

- Datos: Q475510